# Doble hèlix

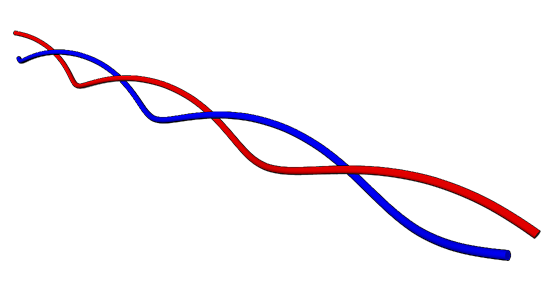
La línia blau és una hèlix, i la vermella una altra, juntes formen la doble hèlix.

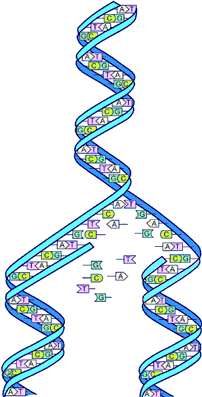
Imatge d'una cadena d'ADN mostrant la doble hèlix replicant-se.

En geometria una doble hèlix consisteix típicament en dos hèlixs congruents amb el mateix eix, definits per una translació al llarg de l'eix.
En la cultura popular moderna, la forma de doble hèlix està fortament associada amb l'ADN, on la seva estructura en doble hèlix va ser descoberta per Rosalind Franklin. L'ADN pren forma de manera natural per dos raons: pot ser doble per així poder reproduir-se per si mateixa i l'hèlix que és més forta que dues cadenes paral·leles.
En biologia molecular, el terme doble hèlix es refereix a l'estructura formada per una doble cadena de molècules d'àcids nucleics com ADN i ARN. L'estructura de doble hèlix d'un àcid nucleic sorgeix a conseqüència de la seva estructura secundària, i és un component fonamental a l'hora de determinar l'estructura terciària. El terme va entrar a la cultura popular amb la publicació, l'any 1986, de La Doble Hèlix: un compte personal del descobriment de l'estructura de l'ADN, de James Watson. La doble hèlix de l'ADN és un polímer espiral d'àcids nucleics, units per nucleòtids amb bases complementàries. En el B- ADN l'estructura més comuna de doble hèlix és la doble hèlix dextrogira amb prop de 10 nucleòtids per torn. L'estructura de doble hèlix d'ADN conté un solc major i un solc menor, el solc major és més ample que el solc menor. Tenint en compte la diferència en l'amplada de la ranura major i el solc menor, moltes proteïnes que s'uneixen a l'ADN ho fan a través de la ranura més àmplia.

## Història
El model de doble hèlix de l'estructura de l'ADN va ser publicat per primera vegada a la revista Nature per James D. Watson i Francis Crick l'any 1953, d'acord amb la imatge fonamental de difracció de raigs X de l'ADN (etiquetats com a "Fotografia 51") de Rosalind Franklin el 1952, seguit per una imatge d'ADN més clara per Raymond Gosling, Maurice Wilkins, Stokes Alexander, i Herbert Wilson, així com per la informació d'aparellament de bases químiques i bioquímiques per Erwin Chargaff. El model anterior era de tres cadenes d'ADN.
Crick, Wilkins i Watson van rebre cadascun un terç del Premi Nobel de Medicina i Fisiologia l'any 1962 per les seves contribucions al descobriment. Franklin, la responsable del descobriment de difracció de raigs X que va ser utilitzat per formular l'estructura de l'ADN, va morir l'any 1958 i, per tant, no va poder ser nominada per al Premi Nobel.

## Hibridació d'àcids nucleics

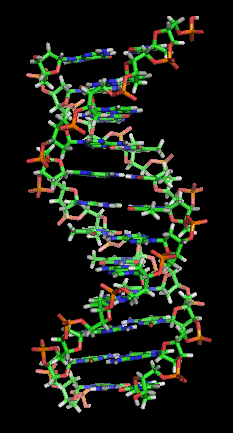
Dues regions complementàries de molècules d'àcid nucleic s'uniran i formaran una estructura de doble hèlix enllaçada per parells de bases.

La hibridació és el procés de parells de bases complementàries necessari per a formar una doble hèlix. Fusió és el procés mitjançant el qual les interaccions entre les cadenes de la doble hèlix es trenquen, separant les dues cadenes d'àcid nucleic. Aquests enllaços són febles, fàcilment separats per un lleuger escalfament, per enzims, o per la força física. La fusió es produeix preferentment en certs punts de l'àcid nucleic. Les seqüències riques en T i A són més fàcils de fondre que les regions riques en C i G. Zones concretes de la cadena també són més susceptibles a la fusió de l'ADN, en particular, les bases T-A i T-G. Aquestes característiques mecàniques es reflecteixen en l'ús de seqüències com TATAA al començament de molts gens per ajudar a l'ARN polimerasa en la fusió de l'ADN per a la transcripció.
La separació de la cadena per escalfament suau, tal com s'utilitza en la PCR, és simplement fer que les molècules tinguin menys de 10.000 parells de bases (10 parells de kilobases, o kpb 10). L'entrellaçament de les cadenes d'ADN fa llargs segments difícils de separar. La cèl·lula evita aquest problema en permetre que els seus enzims de fusió de l'ADN (helicases) treballin conjuntament amb les topoisomerases, que redrecen la molècula d'ADN evitant el superenrotllament. Les helicasses desconnecten els fils per a facilitar l'avanç dels enzims de lectura de seqüència, com l'ADN polimerasa.

## Geometria de parells de bases
La geometria d'una base, o el pas de parells de bases es pot caracteritzar per sis coordenades: torn, lliscament, lloc, inclinació, balanceig i gir. Aquests valors defineixen amb precisió la ubicació i orientació en l'espai de cada parell de bases o de la base d'una molècula d'àcid nucleic en relació al seu predecessor en l'eix de l'hèlix. En conjunt, caracteritzen l'estructura helicoidal de la molècula. A les regions d'ADN o ARN, on s'interromp l'estructura "normal", el canvi en aquests valors es pot utilitzar per descriure aquesta mateixa pertorbació.
Per a cada parell de bases, considerat en relació al seu predecessor, hi ha les següents geometries de bases a tenir en compte:
- Tallant
- Estirament
- Escalonar
- Sivella
- Gir de l'hèlix: rotació d'una base respecte a l'altre en la parella mateixa base.
- Obertura
- Torn: desplaçament al llarg d'un eix en el pla de la base de parell perpendicular a la primera, sota la direcció del menor cap al solc major.
- Lliscament: desplaçament al llarg d'un eix en el pla dels parells de bases dirigit des d'una de les cadenes a l'altra.
- Lloc: desplaçament al llarg de l'eix de l'hèlix.
- Inclinació: rotació al voltant d'aquest eix.
- vRoll: (balanceig): rotació al voltant d'aquest eix.
- Gir: rotació al voltant de l'eix de l'hèlix.
- VX - desplaçament
- Y - desplaçament
- punta:
- pitch: el nombre de parells de bases per volta completa de l'hèlix.

Lloc i gir determinen l'ús i el pendent de l'hèlix. Les altres coordenades, per contra, podrien ser zero. El torn i el lliscament, solen ser valors petits en B-ADN, però són considerables a A i Z-ADN.

## Geometries de l'hèlix d'ADN
Es creu que s'han trobat tres conformacions de DNA a la natura, A-ADN, B-ADN i Z-ADN. La forma B descrita per James D. Watson i Francis Crick es concep com a predominant en les cèl·lules. Fa 23,7 A d'ample i s'estén 34 A per 10 bp de seqüència. La doble hèlix completa una volta sencera sobre el seu eix cada 10,4-10,5 parells de bases en solució. Aquesta freqüència de gir (coneguda com a pendent helicoidal) depèn majoritàriament de les forces d'apilament que cada base exerceix sobre les seves veïnes de la cadena.
Altres conformacions són possibles: A-ADN, B-ADN, C-ADN, E-ADN, L-ADN (la forma enantiòmer del D-DNA)), P-ADN, S-ADN, Z-ADN, etc. també han estat descrites. De fet, només les lletres F,Q,U,V,Y estan actualment disponibles per descriure qualsevol estructura de DNA nova que pugui aparèixer al futur. No obstant això, la majoria d'aquestes formes han estat creades sintèticament i no pas han estat observades trobant-se en sistemes biològics de manera natural.

### ADN A i Z
A-ADN i Z-ADN difereixen significativament en geometria i dimensions respecte del B-ADN, encara que continuen formant estructures helicoidals. La forma A sembla trobar-se només en exemplars de DNA deshidratat, com ara els emprats en experiments de cristal·lografia, i possiblement en aparellaments híbrids de cadenes de DNA i ARN. Segments d'ADN que les cèl·lules han metilat per funcions de regulació podran adoptar la geometria Z, on les cadenes giraran entorn l'eix de l'hèlix de manera contrària al d'A-ADN i B-ADN. També hi ha evidències pel que fa a complexos proteics que formen estructures de Z-ADN.

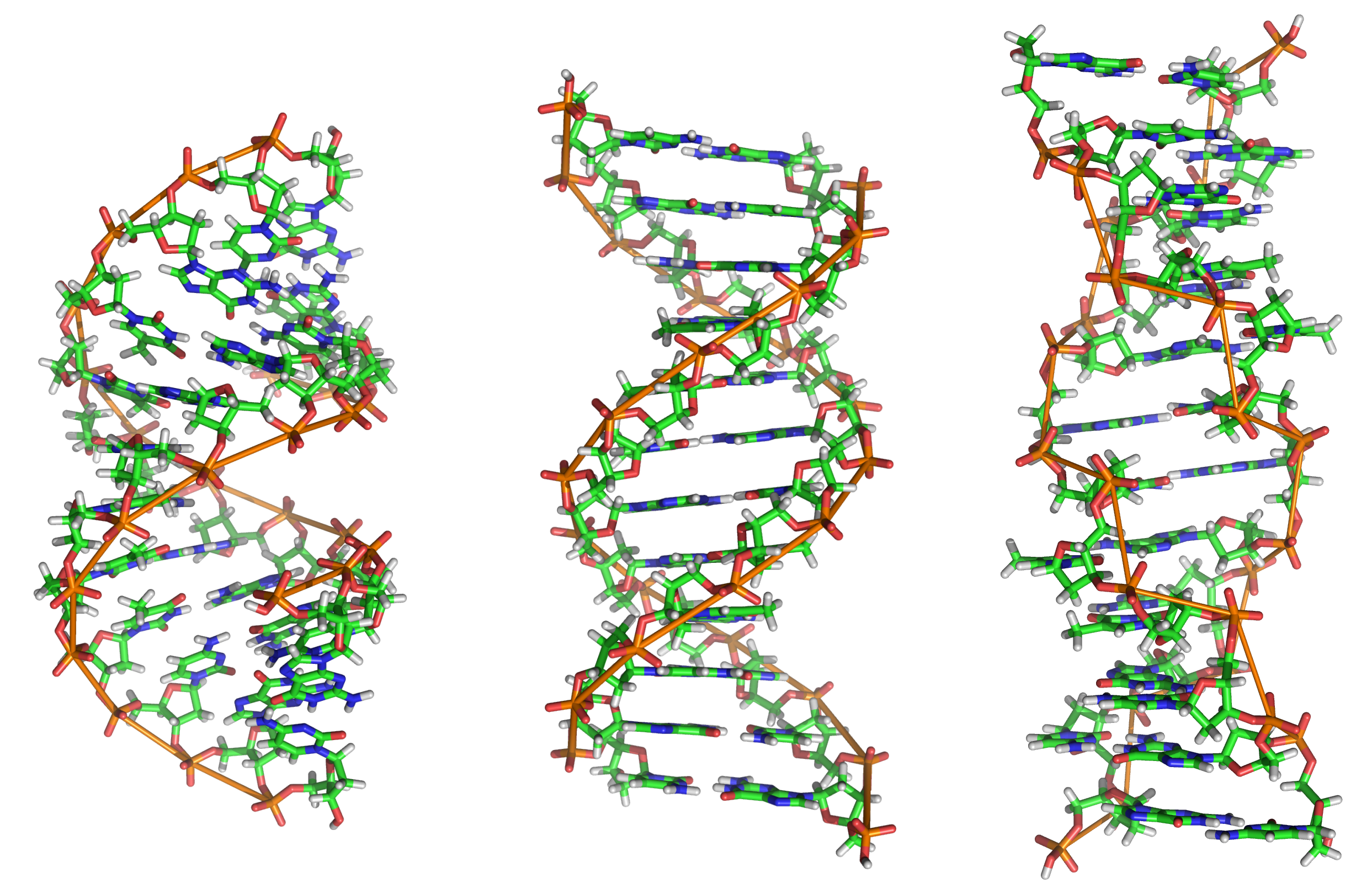
Estructures de A-, B- i Z-ADN.

L'eix de l'hèlix de A-, B- i Z-ADN.

### ADN superenrotllat
Article principal: DNA supercoil
La forma B de l'hèlix de DNA gira 360° cada 10,4-10,5 bp en absència de forces de torsió, encara que molts processos biològics moleculars poden induir aquests esforços. Un ADN amb excés o insuficiència de torsió helicoidal és anomenat, respectivament com a positivament o negativament "superenrotllat". L'ADN in vivo és típicament superenrotllat de forma negativa, cosa que facilita el desenrotllament de la doble hèlix necessari per a la transcripció d'ARN.

### Formes no helicoidals
Han estat descrites altres formes d'ADN no helicoidals, per exemple les costat-a-costat (SBS) i configuracions de triple hèlix. L'ADN de cadena senzilla pot existir in statu nascendi o de manera induïda mitjançant calor en ADN desespiralitzat.

## Encorbament de l'ADN
L'ADN és un polímer relativament rígid, típicament modelat com una cadena allargada. Té tres graus de llibertat significants: gir, torçada i compressió, cadascun dels quals causa limitacions particulars dins les possibilitats de l'ADN intracel·lular.
La rigidesa pel que fa al gir és important per a la circularitat de l'ADN i l'orientació de les proteïnes del final de la cadena i la torsió/rigidesa de l'eix són importants per l'empaquetament i la circularitat de l'ADN i interaccions amb proteïnes. Compressió/extensió no tenen molta importància en absència d'alta tensió.

### La persistència de longitud/rigidesa axial
En solució, l'ADN no adquireix una estructura rígida però està contínuament canviant de conformació a causa de les vibracions tèrmiques i els xocs amb les molècules d'aigua, que fan que les mesures de rigidesa típiques siguin impossibles. Per tant, la rigidesa de torsió del DNA es mesura amb la persistència de longitud, definida com:
"La llargada d'ADN per sobre la qual el temps mitjà d'orientació del polímer esdevé impossible de correlacionar amb un factor e".
Aquest valor ve mesurat directament utilitzant un microscopi de força atòmica sobre una imatge de diverses molècules ADN de diferent longitud. En una solució aquosa, la persistència de longitud mitjana és de 46-50 nm o 140-150 parells de bases (el diàmetre de l'ADN és 2 nm) encara que pot variar significativament. Això fa de l'ADN una molècula moderadament rígida.
La persistència de longitud d'una secció d'ADN és una mica depenent de la seva seqüència, cosa que pot ocasionar una variació significant. La variació és més gran a causa de les energies d'apilament de les bases i els residus estesos als solcs (tant majors com menors).

### Models de torsió de l'ADN
La flexibilitat entròpica de l'ADN és remarcablement consistent en models de física polimèrica estandarditzats com ara el model lineal ""Kratky Porod"". Aquest model de cadena allargada resulta coherent amb l'observació que la torsió d'ADN està també per la llei de Hooke amb forces molt petites (sub-piconewtons). No obstant això, per a segments de DNA inferiors a la persistència de longitud, la força de torsió és aproximadament constant i el comportament es desvia de les prediccions fetes per a una cadena lineal.
Aquest efecte resulta en una facilitat inusual per construir molècules d'ADN circular i molta probabilitat per trobar seccions de DNA altament empaquetades/ torçades.

### Preferència de torsió
Les molècules d'ADN sovint tenen preferència pel que fa a la direcció de torsió, per exemple la torsió anisòtropa. Això és, altre cop, a causa de les propietats de les bases que conformen la seqüència de l'ADN —una seqüència feta a l'atzar no tindria cap preferència pel que fa a la torsió, ex. torsió isotròpica.
La preferència de direcció de torsió de l'ADN està determinada per l'estabilitat d'apilament de cada base a la següent. Si els apilaments inestables es troben sempre en una banda de l'hèlix de l'ADN, llavors l'ADN tendirà a doblegar-se en direcció oposada. Com que l'angle de torsió augmenta, llavors els impediments estèrics i l'habilitat per enrotllar els residus pertanyents a cadascun també exerceixen un paper, especialment al solc més petit.
Els residus d'A i T els trobarem preferentment als solcs menors a la part de dins de les voltes. Aquest efecte es veu particularment a l'ADN proteic, vinculat estretament als llocs on la torsió de l'ADN està induït, com ara en fragments de nucleosoma.
Les molècules d'ADN amb preferència de gir excepcional poden esdevenir intrínsecament doblegades. Aquest fenomen va ser observat per primera vegada en ADN de cinetoplast tripanosomàtide. Les seqüències típiques que causen això contenen trams de 4-6 residus d'A i T separats per seccions riques en G i C que mantenen els residus d'A i T en contacte amb el solc petit d'una banda de la molècula. Per exemple:
```
 | | | | | |
G A T T C C C A A A A A T G T C A A A A A A T A G G C A A A A A A T G C C A A A A A A T C C C A A A C

```

L'estructura intrínsecament doblegada està induïda pel gir helicoidal dels parells de bases permetent l'establiment de ponts d'hidrogen inusuals entre capes de bases. A altes temperatures tant aquesta estructura com la de torsió intrínseca es perden.
Tots els tipus d'ADN que es torcen anisotròpicament tenen de mitjana una persistència de longitud més llarga i una rigidesa axial major. Aquesta creixent rigidesa es necessita per prevenir la torsió a l'atzar que faria actuar la molècula de manera isotròpica.

### Circularització de l'ADN
La circularització de l'ADN depèn tant de la rigidesa axial (torsió) com rigidesa de gir (rotacional) de la molècula. Una molècula d'ADN que circularitzi perfectament ha de ser suficientment llarga per doblegar-se fàcilment en tot el cercle i ha de tenir el nombre correcte de bases per tal que les del final tinguin la correcte rotació per permetre la unió mitjançant ponts amb les primeres.
La llargada òptima per la circularització de l'ADN és més o menys de 400 parells de bases (136 nm) amb un nombre enter de voltes de l'hèlix d'ADN, per exemple múltiples de 10,4 parells de bases. El fet de no tenir un nombre enter de voltes suposaria un obstacle energètic per la circularització, per exemple una molècula 10,4 x 30 = 312 parells de bases circularitzarà centenars de vegades més ràpid que una molècula 10,4 x 30,5 ≈ 317 parells de bases.

## Estirament/compactació de l'ADN
Les extensions més llargues de l'ADN són entròpicament elàstiques sota pressió. Quan l'ADN està en solució, experimenta contínues variacions estructurals degudes a l'energia disponible al bany tèrmic del solvent. Això és a causa de la vibració tèrmica de la molècula combinada amb les contínues col·lisions amb les molècules d'aigua. Per raons entròpiques, els estats relaxats més compactes són tèrmicament més accessibles que els estats més estirats, i per tant, les molècules de DNA estan quasi universalment trobades en un disseny embolicat relaxat. Per aquesta raó, una sola molècula de DNA es compactarà quan és sotmesa a una força, posant-se recta.
Utilitzant pinces òptiques s'ha estudiat i analitzat el comportament entròpic de l'estirament de l'ADN des d'una perspectiva de física polimèrica, i s'ha trobat que l'ADN actua com el model de cadena allargada de Kratky-Porod sota escales d'energia fisiològicament accessibles.
Sota suficient tensió i parell de forces positiu, es creu que l'ADN deriva cap a un estat de transició on les bases s'obren cap a fora i els fosfats es mouen cap al mig. Aquesta estructura proposada de l'ADN supraestirat s'ha anomenat «forma P d'ADN»̨ en honor de Linus Pauling, qui originàriament la va presentar com a possible estructura de l'ADN.
Les propietats mecàniques de l' ADN sota compressió no s'han caracteritzat a causa de les dificultats experimentals que sorgeixen per evitar que el polímer es doblegui quan se li apliquen forces de compressió.

## Topologia de l'ADN

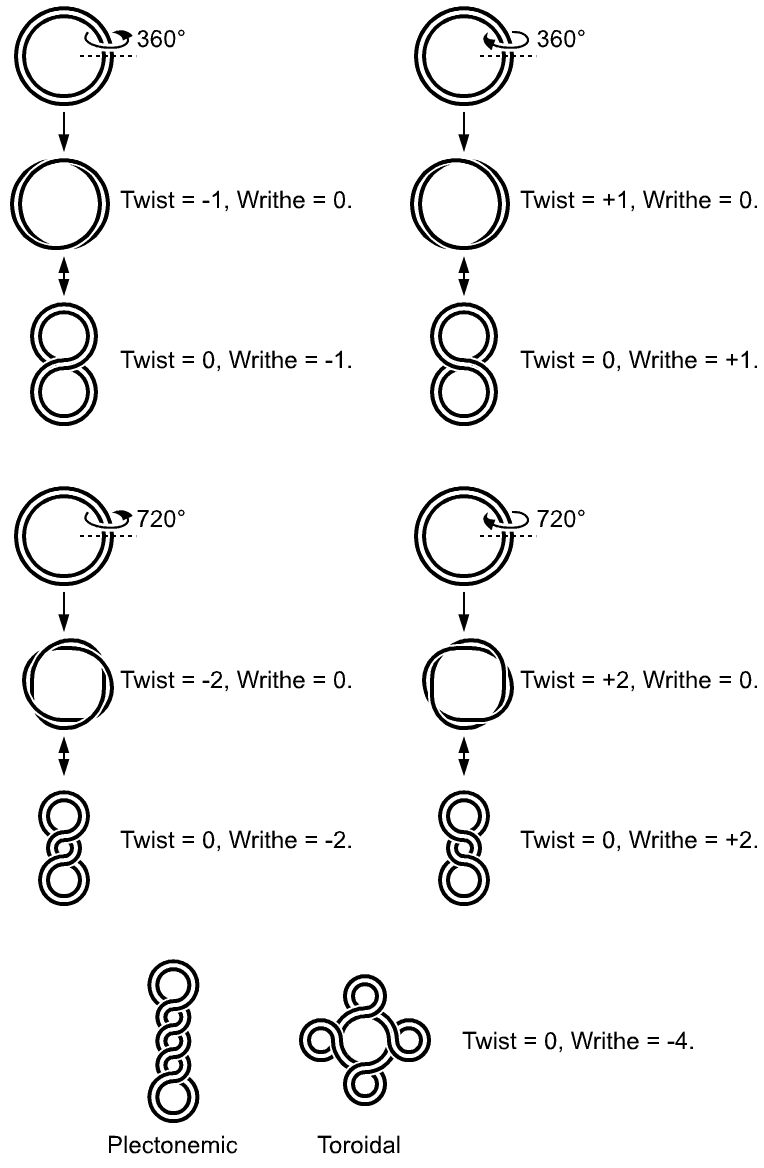
Estructura superespiralitzada del DNA circular amb baix grau d'enrotllament. Observeu que la naturalesa helicoidal del dúplex de DNA s'ha omès per fer-ho més entenedor.

Dins la cèl·lula, la majoria de l'ADN està restringit en una zona. L'ADN es troba típicament en corbes tancades (com als plasmidis en procariotes) que són indrets tancats, o com a molècules molt llargues els coeficients de difusió de les quals produeixen dominis efectius tancats. Seccions lineals d'ADN estan usualment units a proteïnes o estructures físiques (com ara membranes) per formar indrets/corbes tancades.
Francis Crick va ser un dels primers de proposar la importància del nombre d'enllaços a l'hora de considerar els DNA enrotllats. En un diari publicat el 1976, Crick explica resumidament el problema de la manera següent:

Considerant espirals formades per molècules de doble cadena d' ADN, alguns conceptes matemàtics coma ara el nombre d'enllaços i la torsió són necessaris. El significat d'això per a una cadena tancada està explicat així com el valor de torsió d'una corba tancada. S'han donat alguns exemples simples, alguns dels quals poden ser rellevants per a l'estructura de la cromatina.

L'anàlisi de la localització del DNA utilitza 3 valors:
L= nombre d'enllaços – el nombre de vegades que una cadena de DNA gira entorn de l'altra. És enter per a corbes tancades i constant per a dominis localitzats tancats.
T= gir – nombre total de voltes a la doble cadena de DNA. Sol aproximar-se al nombre de girs que fa una doble cadena DNA en solució: núm. de bases/10,5 assumint que no hi ha agents intercaladors (ex. cloroquina) o altres elements modificant la rigidesa del DNA.
W= torsió – nombre de voltes que fa la doble cadena de DNA al voltant de l'eix helicoidal.
L = T + W and ΔL = ΔT + ΔW
Qualsevol canvi de T en un domini tancat serà equilibrat per un canvi en W i viceversa. Això resulta en una major ordenació de l'estructura de l'ADN. Una molècula de DNA amb torsió valor 0 serà circular. Si el gir d'aquesta molècula augmenta o disminueix posteriorment per l'enrotllament llavors la torsió serà alterada apropiadament, fent que la molècula experimenti espiralització plectonèmica o toroïdal.
Quan els caps d'un fragment de doble cadena helicoidal de DNA s'uneixen de manera que formen un cercle, les cadenes estan topològicament unides. Això vol dir que les cadenes simples no es podran separar per un procés que no comporti trencar la cadena (com ara per augment de temperatura). La tasca de desenrotllar les cadenes de DNA unides topològicament recau sobre uns enzims anomenats topoisomerases. Aquests enzims es dediquen a desenrotllar DNA circular obrint camí en una o les dues cadenes de manera que una altra cadena o segment de cadena doble o senzilla hi pugui passar a través.
Aquest procés de desenrotllat és necessari per la replicació de l'ADN circular i diversos tipus de recombinació de l'ADN lineal que tenen limitacions topològiques similars.

### La paradoxa dels nombres d'enllaç
Durant molts anys, l'origen d'enrotllament en genomes eucariotes va ser incert. No obstant, la paradoxa ha sigut resolta quan les estructures de nucleosomes determinades experimentalment van mostrar com un ADN supraespiralitzat s'enrotllava al voltant d'octàmers d'histones.